# Tingotingo pouaru
Tingotingo pouaru – gatunek pająka z rodziny Malkaridae i podrodziny Tingotinginae. Występuje endemicznie na Nowej Zelandii.

## Taksonomia
Gatunek ten opisany został po raz pierwszy w 2020 roku przez Gustava Hormigę i Nikolaja Scharffa na łamach Invertebrate Systematics w ramach rewizji taksonomicznej nowozelandzkich Malkaridae. Wyznaczono go gatunkiem typowym rodzaju. Jako miejsce typowe wskazano Globe Hill koło Reefton. Epitet gatunkowy oznacza w języku maoryskim „wdowca” i odnosi się do nieodkrycia dotąd samicy gatunku.

## Morfologia
Samce osiągają od 2,37 do 2,59 mm długości ciała. Prosoma jest ciemnobrązowa, w widoku bocznym prostokątna, pozbawiona podziału na część głowową i tułowiową. U samców ma od 1,01 do 1,16 mm długości i od 0,71 do 0,78 mm szerokości. Jamka karapaksu wykształcona jest w postaci słabej, podłużnej linii zajmującej ¼ jego długości. Wszystkie oczy oddalone są od siebie na odległości mniejsze niż ich średnice. Oczy środkowych par rozstawione są na planie czworokąta o przedniej krawędzi tak szerokiej jak tylna. Wysokość nadustka jest 2,6 raza większa od średnicy oczu pary przednio-środkowej. Szczękoczułki mają dwa zęby na krawędzi przedniej, dwa zęby na krawędzi tylnej i niewielką nabrzmiałość w części nasadowej od strony przedniej. Sternum jest tarczowate. Odnóża pierwszej pary mają uda o długości wynoszącej 0,91 długości karapaksu. Opistosoma (odwłok) ma ciemnobrązowe, silnie zesklerotyzowane skutum i ciemnobrązowe dyski ze szczecinkami.
Nogogłaszczki samca mają zaokrąglone na szczycie cymbium, cienkie, na szczycie spiczaste i pośrodkowo piłkowane paracymbium, długi i nitkowaty embolus oraz zakrywający ⅔ długości embolusa wyrostek sierpowaty konduktora.

## Ekologia i występowanie
Pająk ten zasiedla lasy zdominowane przez Nothofagus truncata. Prowadzi skryty tryb życia. Bytuje w ściółce. 
Gatunek ten występuje endemicznie na Wyspie Południowej Nowej Zelandii. Znany jest tylko z lokalizacji typowej w dystrykcie Buller w regionie West Coast.